# Eliseu (Fußballspieler, 1952)
Eliseu (* 10. April 1952 in Leça da Palmeira; voller Name Eliseu Martins Ramalho) ist ein ehemaliger portugiesischer Fußballspieler.

## Karriere
Zur Saison 1970/71 wechselte er von Leça FC zu Leixões SC in die Primeira Divisão und konnte mit seinen neuen Verein die Liga halten. Zur Saison 1976/77 schloss er sich den Aufsteiger Varzim SC und wechselte zwei Spielzeiten später zu Boavista Porto. Gleich in seiner ersten Saison bei Boavista konnte er mit seinen neuen Verein die Taça de Portugal gewinnen. Nachdem das erste Spiel nach Verlängerung 1:1 ausging, gewann man das Wiederholungsspiel mit 1:0  gegen Sporting Lissabon. Damit qualifizierte man sich für den Europapokal der Pokalsieger der Saison 1979/80. Nachdem man sich in der 1. Runde gegen die Sliema Wanderers aus Malta durchgesetzt hat, schied man im Achtelfinale gegen Dynamo Moskau aufgrund der Auswärtstorregel aus.
In der Saison 1979/80 und 1980/81 qualifizierte sich der Verein jeweils durch den 4. Platz für den UEFA Cup. In der Saison 1981/82 erreichten sie die zweite Runde und in dieser Runde wurde er beim 1:0-Sieg im Rückspiel gegen den FC Valencia eingesetzt. Von Trainer Mário Lino wurde er über die gesamte Spielzeit eingesetzt. Aufgrund der 0:2-Niederlage im Hinspiel reichte der 1:0-Sieg nicht für das Weiterkommen. Nach der Saison 1982/83 beendete er seine Karriere bei Boavista Porto.